# Kajakarstwo na Letnich Igrzyskach Olimpijskich 1988
Wyniki zawodów w kajakarstwie na Letnich Igrzyskach Olimpijskich 1988.

## Kajakarstwo

### Mężczyźni
| Konkurencja: | Złoto:                                                  | Srebro:                                                         | Brąz:                                                       |
| C-1 500 m    | Olaf Heukrodt                                           | Michał Śliwiński                                                | Martin Marinow                                              |
| C-1 1000 m   | Iwan Klemientjew                                        | Jörg Schmidt                                                    | Nikołaj Buchałow                                            |
| C-2 500 m    | Wiktor Rieniejski Nicolae Juravschi                     | Marek Dopierała Marek Łbik                                      | Philippe Renaud Joël Bettin                                 |
| C-2 1000 m   | Wiktor Rieniejski Nicolae Juravschi                     | Olaf Heukrodt Ingo Spelly                                       | Marek Dopierała Marek Łbik                                  |
| K-1 500 m    | Zsolt Gyulay                                            | Andreas Stähle                                                  | Paul MacDonald                                              |
| K-1 1000 m   | Greg Barton                                             | Grant Davies                                                    | André Wohllebe                                              |
| K-2 500 m    | Ian Ferguson Paul MacDonald                             | Ihor Nahajew Wiktor Denisow                                     | Attila Ábrahám Ferenc Csipes                                |
| K-2 1000 m   | Greg Barton Norman Bellingham                           | Ian Ferguson Paul MacDonald                                     | Peter Foster Kelvin Graham                                  |
| K-4 1000 m   | Zsolt Gyulay Ferenc Csipes Sándor Hódosi Attila Ábrahám | Ołeksandr Motuzenko Serhij Kirsanow Ihor Nahajew Wiktor Denisow | Kay Bluhm André Wohllebe Andreas Stähle Hans-Jörg Bliesener |

### Kobiety
| Konkurencja: | Złoto:                                                     | Srebro:                                          | Brąz:                                                          |
| K-1 500 m    | Wania Geszewa                                              | Birgit Schmidt                                   | Izabela Dylewska                                               |
| K-2 500 m    | Birgit Schmidt Anke Nothnagel                              | Wania Geszewa Diana Palijska                     | Annemiek Derckx Annemarie Cox                                  |
| K-4 500 m    | Birgit Schmidt Anke Nothnagel Ramona Portwich Heike Singer | Erika Géczi Erika Mészáros Éva Rakusz Rita Kőbán | Wania Geszewa Diana Palijska Ognjana Petrowa Borisława Iwanowa |

## Klasyfikacja medalowa
| Klasyfikacja medalowa | Klasyfikacja medalowa | Klasyfikacja medalowa | Klasyfikacja medalowa | Klasyfikacja medalowa | Klasyfikacja medalowa |
| --------------------- | --------------------- | --------------------- | --------------------- | --------------------- | --------------------- |
| Miejsce               | Reprezentacja         | Złoto                 | Srebro                | Brąz                  | Razem                 |
| 1.                    | NRD                   | 3                     | 4                     | 2                     | 9                     |
| 2.                    | ZSRR                  | 3                     | 3                     | 0                     | 6                     |
| 3.                    | Węgry                 | 2                     | 1                     | 1                     | 4                     |
| 4.                    | Stany Zjednoczone     | 2                     | 0                     | 0                     | 2                     |
| 5.                    | Bułgaria              | 1                     | 1                     | 3                     | 5                     |
| 6.                    | Nowa Zelandia         | 1                     | 1                     | 1                     | 3                     |
| 7.                    | Polska                | 0                     | 1                     | 2                     | 3                     |
| 8.                    | Australia             | 0                     | 1                     | 1                     | 2                     |
| 9.                    | Francja               | 0                     | 0                     | 1                     | 1                     |
| 9.                    | Holandia              | 0                     | 0                     | 1                     | 1                     |